# Capadoci antic
|  | Aquest article tracta sobre el capadoci antic. Vegeu també el capadoci grec. |

El capadoci antic és una llengua extingida parlada a la regió històrica de la Capadòcia, a l'Àsia Menor. Es tracta d'una llengua no classificada que podria ser una llengua indoeuropea del grup anatòlic, o una llengua emparentada amb el frigi. No es coneix cap text o inscripció escrita en aquesta llengua. Estrabó i Basili de Cesarea van argumentar que no es tractava de cap llengua grega.
Va acabar essent reemplaçat pel grec koiné, tot i que sembla que va sobreviure en alguns indrets fins, com a mínim, a finals del segle vi. El grec era la llengua dominant tant al Mediterrani com a l'Àsia menor, fins i tot més enlà de les fronteres de l'Imperi Romà; no bstant, la distribució lingüística a la part oriental era molt complexa, ja que hi cohabitaven diverses llengües que es van anar extingint. A més del capadoci, també hi havia el gàlata, una llengua celta introduïda pels gals al voltant del segle iii aC, el frigi o el pisidi.